# Teodoro Sampaio (São Paulo)
Teodoro Sampaio is een gemeente in de Braziliaanse deelstaat São Paulo. De gemeente telt 21.202 inwoners (schatting 2009).

## Aangrenzende gemeenten
De gemeente grenst aan Euclides da Cunha Paulista, Marabá Paulista, Mirante do Paranapanema, Presidente Epitácio, Rosana, Anaurilândia (MS), Inajá (PR), Jardim Olinda (PR), Paranapoema (PR), Paranavaí (PR) en Santo Antônio do Caiuá (PR).